# Uí Cheinnselaig
Los Uí Cheinnselaig (recte Uí Ceinnselaig), del irlandés antiguo "nietos de Cennsalach", fueron una dinastía irlandesa oriunda del Reino de Leinster que trazaban su descendencia de Énnae Cennsalach, un rey de Leinster contemporáneo de Niall de los nueve rehenes. A su vez, se dice que este Énda era nieto de Bressal Bélach y primo carnal de Dúnlaing mac Énda Niada, ancestro epónimo de los Uí Dúnlainge, la dinastía rival en Leinster.
Las primeras menciones a los Uí Cheinnselaig los sitúan en la región en torno a Rathvilly, Condado de Carlow, y al nacimiento del Slaney, pero con el tiempo, su centro de poder se desplazó al sur, a Ferns, en Wexford.
En los tiempos antiguos, los reyes de Leinster alternaban entre Uí Cheinnselaig y Uí Dúnlainge. Sin embargo, tras la muerte de Áed mac Colggen en 738, la corona de Leinster sería propiedad exclusiva de los Uí Dúnlaige hasta el siglo XI, cuando Diarmait mac Mail na mBo logró coronarse rey de Leinster. Desde entonces, y hasta la conquista normanda, serían los Uí Cheinnselaig los nuevos dominadores de la provincia
Entre los principales reyes de Uí Cheinnselaig destacan:
- Brandub mac Echach (fallecido en 603)[1]
- Áed mac Colggen (fallecido en 738)
- Diarmait mac Maíl na mBó (fallecido en 1072)
- Diarmait mac Murchada (fallecido en 1171)